# 吹上浜砂の祭典
吹上浜砂の祭典（ふきあげはますなのさいてん）とは、鹿児島県南さつま市の吹上浜で開催されている、日本で最も長い歴史を持つ「砂のイベント」である。イメージキャラクターは「サンディーくん」。砂像展示のみならず、花園、花火大会や物産展など、さまざまなイベントも平行して行っている。
1987年に当時の加世田市で初めて開催された。2005年11月の市町村合併後も旧加世田市域で引き続き開催されたが、2011年は旧金峰町域に会場を移している。

## 主な砂像作家
- 茶圓勝彦
- 保坂俊彦
- 矢野五輪男
- 戸津真也
- ウィルフレッド・スティガー
- レオナルド・ウゴリニ
- ブルース・フィリップス

## 歴史
- 第一回：テーマ『世界の名城・寺院・日本の代表建築物』昭和62年（1987年）8月1日 - 4日 製作砂像：16基
ゲーリー・カークらによりサンドクラフトを試作を行い、日本初の「砂のイベント」として開催。 カークは、現在世界砂像連盟会長として、砂文化の発展に寄与している。
- 第二回：テーマ『シルクロードに夢のせて』 昭和63年（1988年）8月5日 - 8月7日 製作砂像：17基　入場者数：50,000人
- 第三回：テーマ『ファンタジーおとぎの国へご招待』平成元年（1989年）7月27日 - 7月31日 製作砂像：24基　壁面砂像：4基　入場者数：50,000人
17.12mの砂像（ノイシュヴァンシュタイン城）は今までの記録を1.08m上回り'90版ギネスブックに登載される。
- 第四回：テーマ『ワンダーランド“吹上浜”南の海から夢のせて』平成2年（1990年）7月27日 - 7月29日  制作砂像：43基　入場者数：60,000人
- 第五回：テーマ『ファンタジックワールド未来へかける七色（にじ）の砂』平成3年（1991年）7月25日 - 7月29日　 制作砂像：47基　入場者数：66,000人
- 第六回：テーマ『SUNサンSAND真夏の自然とランデブー』平成4年（1992年）7月25日 - 7月29日 製作砂像：50基　入場者数：75,000人
- 第七回：テーマ『平和の祈りを子供たちと』平成5年（1993年）7月29日 - 8月2日 製作砂像：64基　入場者数：50,000人
- 第八回：テーマ『君にとどけ、遠い昔の海の詩』平成6年（1994年）7月28日 - 8月1日 製作砂像：69基　入場者数：80,000人
- 第九回:テーマ『とけこめ！夏に　空に　海に　砂に』平成7年（1995年）7月27日 - 7月31日 製作砂像：57基　入場者数：95,000人 
ステージイベントに、「いい歌を歌っているから」と、当時まだ無名であったシャ乱Qを招聘。契約直後にシャ乱Qの大ブレイクが始まった。500円払って会場に入れば誰でも観られるとあって、ファンが大挙押し寄せた。
- 第十回：テーマ『アメリカンドリーム』平成8年（1996年）7月26日 - 7月30日 製作砂像：62基　入場者数：103,000人
- 第十一回：テーマ『躍動するアジア』平成9年（1997年）7月25日 - 7月29日　製作砂像：65基　入場者数：94,000人
- 第十二回：テーマ『地球の豊かな自然、その中で生きている動物と人間』平成10年（1998年）7月30日 - 8月3日 製作砂像：66基 入場者数：113,000人
- 第十三回：テーマ『20世紀を振り返る』平成11年（1999年）7月21日 - 8月2日  製作砂像：56基　入場者数：106,100人
- 第十四回：テーマ『時代を越えて輝く未来へ』平成12年（2000年）7月27日 - 7月31日  製作砂像：47基　入場者数：55,000人
- 第十五回：テーマ 『豊かな未来サンド&サイクルに夢のせて』平成13年（2001年）7月27日 - 7月30日  製作砂像：47基　入場者数：91,000人
- 第十六回：テーマ『ようこそ小さな夢世界へ』平成15年[1]（2003年）5月3日 - 5月5日  製作砂像：35基　入場者数：147,000人
- 第十七回 砂の彫刻世界選手権大会inかせだ 平成16年（2004年）5月1日 - 5月5日　入場者数：241,000人
- 第十八回：テーマ『地球、喜怒哀楽』平成17年（2005年）5月1日 - 5月5日  製作砂像：56基　入場者数：187,000人
- 第十九回：テーマ『未知への旅～夢・創造～モーツァルト生誕250年によせて』平成18年（2006年）5月1日 - 5月5日 制作砂像:70基 入場者数:170,000人
- 第二十回：テーマ『時代を拓いた冒険者たち』平成19年（2007年）5月1日 - 5月5日　制作砂像:81基 入場者数:105,000人
- 第二十一回：テーマ『時代に導かれたヒロイン』平成20年（2008年）5月1日 - 5月5日 制作砂像：88基 入場者数：151,000人
- 第二十二回：テーマ『星空ゆめ物語』平成21年（2009年）5月2日 - 5月6日 製作砂像：81基 入場者数：158,000人
- 第二十三回：テーマ『世界遺産・文明を巡る旅』平成22年（2010年）5月1日 - 5月5日 製作砂像：92基 入場者数：188,000人
- 第二十四回：テーマ『旅の物語』平成23年（2011年）5月1日 - 5月15日 製作砂像：96基 入場者数：156,100人
- 第二十五回：テーマ『砂の丘のシアター』平成24年（2012年）5月2日 - 5月13日 製作砂像：90基